# Heinz Gerstinger
Heinz Gerstinger (Viena, 13 de octubre de 1919 - Viena, 28 de abril de 2016) es un escritor, dramaturgo e historiador austriaco.

## Biografía
Heinz Gerstinger hizo estudios de historia y dramaturgía en la Universidad de Viena. Trabajó en las suniversidades de Graz y Viena así que en teatros en Graz, Augsburg y Viena. Publicó en revistes y diarios y trabajó para la televisión austriaca. Heinz Gerstinger es un miembro del PEN austriaco y de la asociación de escritores Österreichischer Schriftstellerverband.

## Obra

### Películas
- Como actor: Bernhard Wicki (director): Das falsche Gewicht según el libro de Joseph Roth[2]

### Literatura
- Calderón, Velber Hannover Friedrich 1967
- Spanische Komödie - Lope de Vega und seine Zeitgenossen, Velber Hannover Friedrich 1968
- Theater und Religion heute, 1972
- Der Dramatiker Anton Wildgans, 1981
- Österreich, holdes Märchen und böser Traum - August Strindbergs Ehe mit Frida Uhl, Herold Viena 1981
- Der Dramatiker Hans Krendlesberger, Wagner Innsbruck 1981
- Wien von gestern - ein literarischer Streifzug durch die Kaiserstadt, Edition Wien Viena 1991, ISBN 3-85058-073-3
- Frau Venus reitet... - Die phantastische Geschichte des Ulrich von Lichtenstein, 1995
- Ausflugsziel Burgen - 30 Burgen rund um Wien, Pichler Viena 1998, ISBN 3-85431-158-3
- Altwiener literarische Salons - Wiener Salonkultur vom Rokoko bis zur Neoromantik (1777-1907), Akademische Verlagsanstalt Salzburg 2002, ISBN 3-9501445-1-X
- Der heilige Dämon - Gregor VII,  Faksimile Verlag, Graz/Salzburgo, ISBN 3-9502040-0-8